# Eishockey-Europapokal 1980/81
Der Eishockey-Europapokal in der Saison 1980/81 war die 16. Austragung des gleichnamigen Wettbewerbs durch die Internationale Eishockey-Föderation IIHF. Der Wettbewerb begann im Oktober 1980; das Finale wurde im August 1981 ausgespielt. Insgesamt nahmen 18 Mannschaften teil. Der ZSKA Moskau verteidigte zum dritten Mal in Folge den Titel.

## Modus und Teilnehmer
Die Landesmeister des Spieljahres 1979/80 der europäischen Mitglieder der IIHF waren für den Wettbewerb qualifiziert. Der Wettbewerb wurde im K.-o.-System in Hin- und Rückspiel ausgetragen. Das Finale wurde in einer Vierergruppe im Modus Jeder-gegen-Jeden ausgespielt.
| - HC Gröden - EC Klagenfurter AC - Feenstra Flyers Heerenveen - ASG Tours - Spartak-Lewski Sofia - Vojens IK Haderslev | - Zagłębie Sosnowiec - Steaua Bukarest - CH Txuri Urdin San Sebastián - Ferencváros Budapest - SC Dynamo Berlin - HK Olimpija Ljubljana | - Mannheimer ERC (gesetzt für die 2. Runde) - EHC Arosa (gesetzt für die 2. Runde) - HIFK Helsinki (gesetzt für die 3. Runde) - Brynäs IF Gävle (gesetzt für die 3. Runde) - TJ Poldi SONP Kladno (gesetzt für die 3. Runde) - ZSKA Moskau (Titelverteidiger; gesetzt für die 3. Runde) |

## Turnier

### 1. Runde
Die Spiele der ersten Runde wurden am 9. und 23. Oktober 1980 ausgetragen. Zwölf Mannschaften spielten die sechs Qualifikanten für die zweite Runde aus.
|                              |                      | Gesamt               | 1. Spiel             | 2. Spiel             |
| ---------------------------- | -------------------- | -------------------- | -------------------- | -------------------- |
| Feenstra Flyers Heerenveen   | Spartak-Lewski Sofia | 23:31                | 12:1                 | 11:2                 |
| Vojens IK Haderslev          | Zagłębie Sosnowiec   | 5:21                 | 3:10                 | 2:11                 |
| SC Dynamo Berlin             | Steaua Bukarest      | 23:6                 | 13:4                 | 10:2                 |
| EC Klagenfurter AC           | HC Gröden            | 3:7                  | 2:3                  | 1:4                  |
| CH Txuri Urdin San Sebastián | ASG Tours            | 4:12                 | 2:2                  | 2:10                 |
| HK Olimpija Ljubljana        | Ferencváros Budapest | Budapest verzichtete | Budapest verzichtete | Budapest verzichtete |

1 Beide Spiele fanden in Heerenveen statt.

### 2. Runde
Die Spiele der zweiten Runde wurden am 5. und 19. November 1980 ausgetragen. Die sechs Sieger der ersten Runde sowie die zwei gesetzten Teilnehmer –  Mannheimer ERC und  EHC Arosa – spielten die vier Qualifikanten für die dritte Runde aus.
|                            |                       | Gesamt | 1. Spiel | 2. Spiel |
| -------------------------- | --------------------- | ------ | -------- | -------- |
| Feenstra Flyers Heerenveen | EHC Arosa             | 10:9   | 5:6      | 5:3      |
| Zagłębie Sosnowiec         | SC Dynamo Berlin      | 7:9    | 6:3      | 1:6      |
| HC Gröden                  | HK Olimpija Ljubljana | 4:9    | 1:1      | 3:8      |
| ASG Tours                  | Mannheimer ERC        | 7:15   | 5:6      | 2:9      |

### 3. Runde
Die Spiele der dritten Runde wurden am 4. Dezember 1980 und 3. Januar 1981 ausgetragen. Die vier Sieger der zweiten Runde sowie die vier gesetzten Teilnehmer –  HIFK Helsinki,  Brynäs IF Gävle,  TJ Poldi SONP Kladno und der Titelverteidiger  ZSKA Moskau – spielten die vier Qualifikanten für das Finalturnier aus.
|                            |                      | Gesamt | 1. Spiel | 2. Spiel |
| -------------------------- | -------------------- | ------ | -------- | -------- |
| SC Dynamo Berlin           | HIFK Helsinki        | 5:9    | 2:3      | 3:6      |
| HK Olimpija Ljubljana      | TJ Poldi SONP Kladno | 4:17   | 2:5      | 2:12     |
| Mannheimer ERC             | Brynäs IF Gävle      | 7:112  | 3:6      | 4:5      |
| Feenstra Flyers Heerenveen | ZSKA Moskau          | 1:20   | 0:11     | 1:9      |

2 Beide Spiele fanden in Mannheim statt.

### Finalturnier
Das Finalturnier wurde vom 4. bis 9. August 1981 im italienischen St. Ulrich in Gröden ausgetragen. Die Spiele fanden im 4.000 Zuschauer fassenden Eisstadion St. Ulrich statt.
| 4. August 1981 | TJ Poldi SONP Kladno Milan Nový (2) Arnošt Reckziegel Zdeněk Müller | 4:5 (3:2, 1:2, 0:1) | HIFK Helsinki Esa Peltonen Antero Lehtonen Anssi Melametsä Matti Murto Mika Helkearo | Eisstadion St. Ulrich, St. Ulrich in Gröden |

| 4. August 1981 | ZSKA Moskau Sergei Makarow (2) Nikolai Drosdezki Wjatscheslaw Fetissow Andrei Chomutow Alexander Gerassimow Igor Larionow Alexei Woltschenkow Alexander Lobanow Michail Panin | 10:1 (5:0, 3:0, 2:1) | Brynäs IF Gävle Stefan Lif | Eisstadion St. Ulrich, St. Ulrich in Gröden |

| 7. August 1981 | HIFK Helsinki | 0:6 (0:2, 0:1, 0:3) | ZSKA Moskau Wjatscheslaw Fetissow (2) Irek Gimajew Sergei Starikow Sergei Makarow Nikolai Drosdezki | Eisstadion St. Ulrich, St. Ulrich in Gröden |

| 7. August 1981 | TJ Poldi SONP Kladno Milan Nový (2) Lubomír Bauer Jan Novotný | 4:2 (0:1, 4:1, 0:0) | Brynäs IF Gävle Stefan Karlsson Björn Åkerblom | Eisstadion St. Ulrich, St. Ulrich in Gröden |

| 9. August 1981 | HIFK Helsinki Esa Peltonen Raimo Hirvonen Anssi Melametsä | 3:3 (0:0, 2:1, 1:2) | Brynäs IF Gävle Lars-Göran Gerdin Stefan Canderyd Conny Silfverberg | Eisstadion St. Ulrich, St. Ulrich in Gröden |

| 9. August 1981 | ZSKA Moskau Andrei Chomutow (3) Igor Larionow (2) Waleri Charlamow (2) Nikolai Drosdezki Alexander Lobanow Michail Panin Alexei Kassatonow Sergei Makarow | 12:2 (5:0, 6:1, 1:1) | TJ Poldi SONP Kladno Jiří Kopecký Jiří Dudáček | Eisstadion St. Ulrich, St. Ulrich in Gröden |

| Pl. |                      | Sp | S | U | N | Tore  | Punkte |
| 1.  | ZSKA Moskau          | 3  | 3 | 0 | 0 | 28:03 | 6:0    |
| 2.  | HIFK Helsinki        | 3  | 1 | 1 | 1 | 08:13 | 3:3    |
| 3.  | TJ Poldi SONP Kladno | 3  | 1 | 0 | 2 | 10:19 | 2:4    |
| 4.  | Brynäs IF Gävle      | 3  | 0 | 1 | 2 | 06:17 | 1:5    |

#### Beste Scorer
Abkürzungen: G = Tore, A = Assists, Pts = Punkte; Fett: Turnierbestwert
| Spieler               | Team   | G | A | Pts |
| --------------------- | ------ | - | - | --- |
| Waleri Charlamow      | Moskau | 2 | 9 | 11  |
| Nikolai Drosdezki     | Moskau | 3 | 6 | 9   |
| Milan Nový            | Kladno | 6 | 1 | 7   |
| Sergei Makarow        | Moskau | 5 | 1 | 6   |
| Wjatscheslaw Fetissow | Moskau | 4 | 1 | 5   |

### Siegermannschaft
| Europapokalsieger ZSKA Moskau | Torhüter: Wladislaw Tretjak, Alexander Tyschnych Verteidiger: Sergei Babinow, Wjatscheslaw Fetissow, Irek Gimajew, Alexei Kassatonow, Sergei Starikow, Alexei Woltschenkow Angreifer: Waleri Charlamow, Andrei Chomutow, Nikolai Drosdezki, Alexander Gerassimow, Wladimir Krutow, Gennadi Kurdin, Konstantin Kurotschkin, Igor Larionow, Alexander Lobanow, Sergei Makarow, Michail Panin, Wladimir Petrow, Wiktor Schluktow, Wladimir Sinizyn, Alexander Sybin Cheftrainer: Wiktor Tichonow |